# Thalpophila vitalba
Thalpophila vitalba is een vlinder uit de familie uilen (Noctuidae). De wetenschappelijke naam is voor het eerst geldig gepubliceerd in 1834 door  Freyer.
De soort komt voor in Europa.